# Premio del Concilio di Costanza

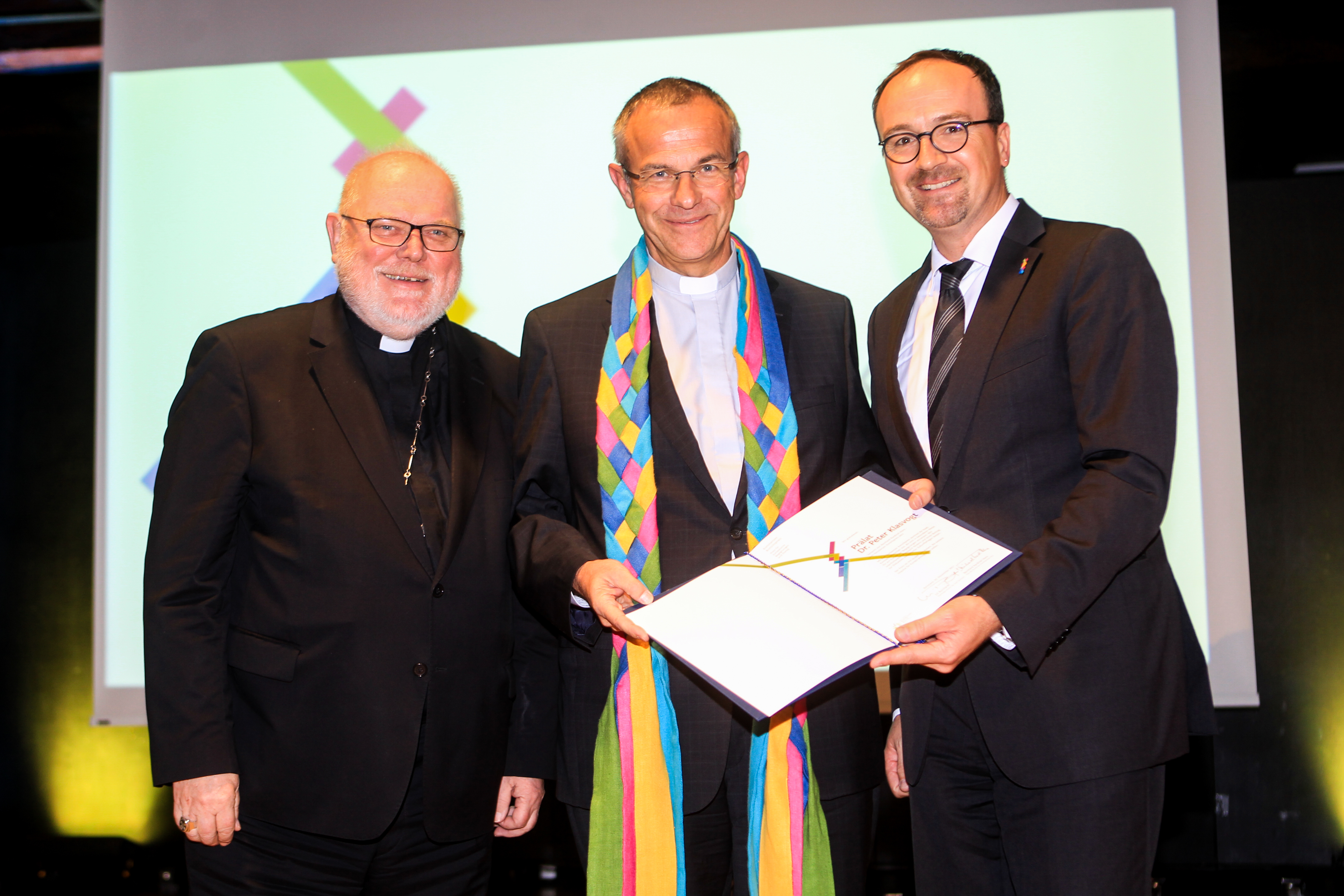
Reinhard Cardinale Marx, Prelate Dr. Peter Klasvogt e il sindaco Uli Burchardt alla consegna del Premio del Consiglio di Costanza 2017

Il Premio del Concilio di Costanza. Il Premio per gli Incontri e il Dialogo Europeo (Konstanzer Konzilspreis. Preis für europäische Begegnungen und Dialog) viene assegnato a Costanza ogni due anni a personalità o iniziative particolarmente impegnate a favore di un'Europa degli Incontri e che contribuiscono al dialogo sull'Europa e sul suo futuro. Il Premio del Concilio di Costanza è stato assegnato per la prima volta nel 2015 nell'ambito del 600º anniversario del Concilio di Costanza ed è dotato di 10.000 euro Il premio viene assegnato principalmente per l'impegno nei settori della società civile, della scienza, dell'arte e della cultura, della politica e dell'economia.
La data della cerimonia di premiazione è sempre intorno al 5 novembre, ricordando così l'inizio del Concilio di Costanza il 5 novembre 1414. L'idea del Premio del Concilio è che un padrino conosciuto in tutta Europa nomini un vincitore del premio che fino ad allora era poco conosciuto e lo aiuti ad ottenere maggiore attenzione grazie al suo status di celebrità. 

## Storia
Il Premio del Concilio di Costanza 2014 è stato istituito dalla Città di Costanza nell'ambito delle celebrazioni per il quinquennale del 600º anniversario del Concilio di Costanza. Con il Concilio di Costanza, il più grande congresso del Medioevo Costanza è stata più volte un luogo di discussione e di sviluppo dell'idea europea.
Dal 1414 al 1418 persone provenienti da tutta Europa si riunirono a Costanza per il Concilio di Costanza per porre fine allo Scisma d'Occidente, la divisione della Chiesa. La Chiesa e la fede erano le uniche istituzioni dell'epoca che godevano di un riconoscimento illimitato in tutta Europa. Senza conoscere l'idea odierna di un'Europa unita, i membri della Chiesa hanno cercato l'accordo al di là dei principati e dei confini dell'impero. A tal fine hanno seguito la via conciliare dell'incontro e del dialogo. Il Concilio di Costanza è legato all'Europa di oggi dall'idea di superare le frontiere attraverso l'incontro e la comprensione, stimolando lo scambio interculturale e rafforzando la consapevolezza di una comune identità europea.
Ogni assegnazione del Premio del Concilio di Costanza è sponsorizzata da una personalità che si può identificare con l'Europa. Lo sponsor è nominato dal comitato di selezione nominato dal Concilio di amministrazione, il Concilium. Il Concilium esamina le proposte ricevute dai cittadini e seleziona uno sponsor.
Il padrino è una persona nota per il suo impegno europeo, che è presente in pubblico, si sente legata alla storia europea e gode di un'ampia reputazione. Il Padrino seleziona il vincitore del premio dopo la sua nomina, lo aiuta ad attirare l'attenzione dei media come "apriporta" e tiene il discorso di elogio alla cerimonia di premiazione.
Il vincitore del premio è una personalità o un'iniziativa che si impegna per lo scambio in Europa e contribuisce alla discussione delle questioni europee del futuro. Di solito, il vincitore del premio ha avuto finora poca pubblicità, che può essere aumentata in modo significativo dal premio.

### Consiglio di amministrazione
Il Concilio di amministrazione del Premio del Concilio di Costanza è composto da 35 personalità della politica, dei media, dell'economia, della scienza, della cultura e della religione, che contribuiscono con le loro conoscenze e i loro contatti su base volontaria a beneficio del Premio del Concilio di Costanza, promuovono l'ulteriore sviluppo delle procedure e delle commissioni e garantiscono l'indipendenza del premio dalla politica quotidiana.

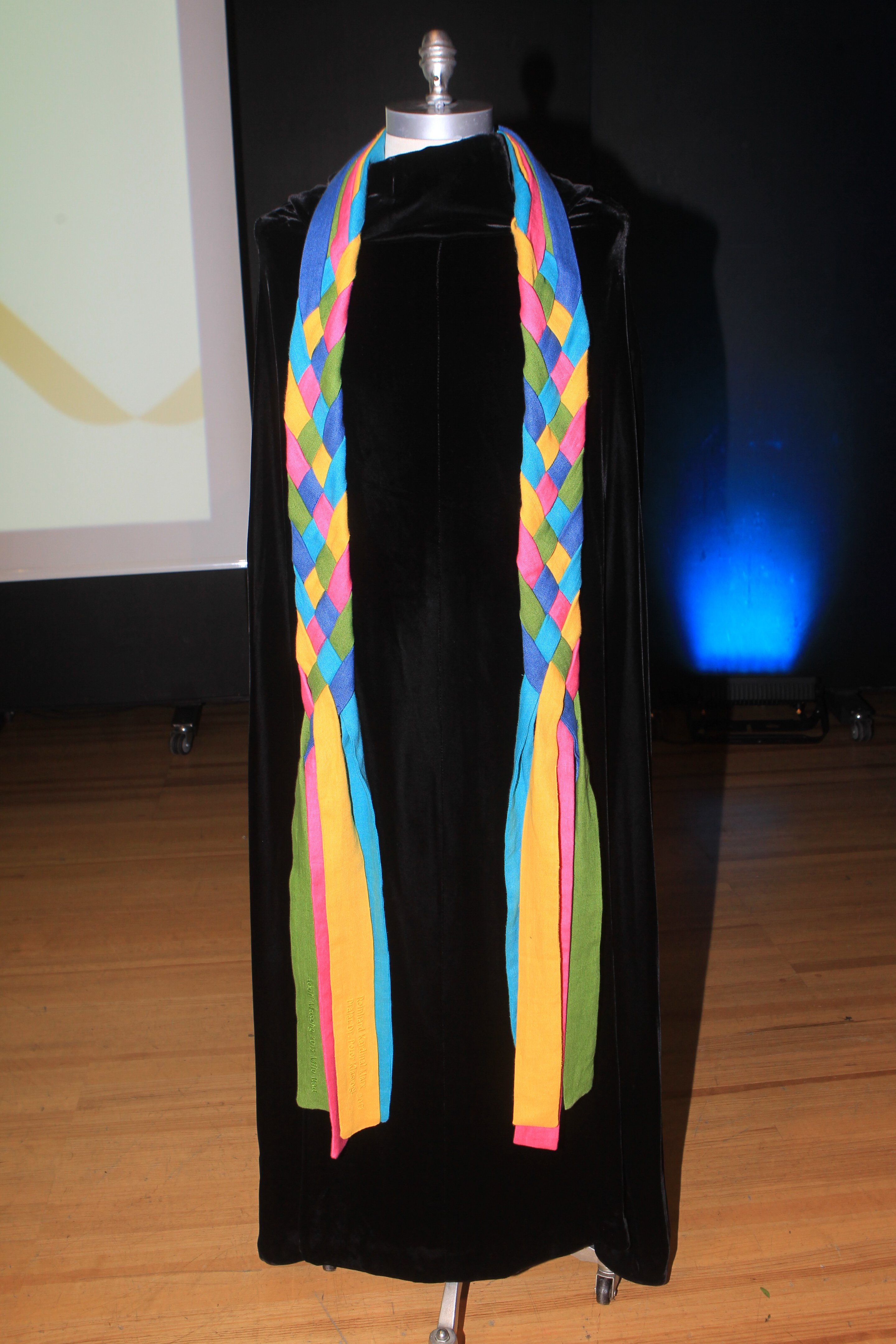
Fascia del Premio del Concilio di Costanza

### Concilium
Il Concilium è l'organo nominato dal Concilio di amministrazione per la nomina dello sponsor. È composto da 13 membri e si compone di sei rappresentanti del Concilio di amministrazione, tre rappresentanti del Konstanzer Konzilsverein, due rappresentanti del Concilio comunale di Costanza, un rappresentante degli studenti di Costanza, che viene delegato per due anni dal Concilio degli studenti dell'Università di Costanza o dall'ASTA dell'HTWG Konstanz (Konstanz University of Applied Sciences), e il sindaco della città di Costanza in qualità di membro nato.
Il Concilium è composto per un periodo di quattro anni, a partire da anni con numeri pari. 

## Lista degli sponsor e dei vincitori del premio
| anno | Sponsor                | Vincitori del premio   |
| ---- | ---------------------- | ---------------------- |
| 2015 | Adolf Muschg           | Milo Rau               |
| 2017 | Reinhard Cardinal Marx | Prelate Peter Klasvogt |
| 2019 | Herman Van Rompuy      | Mohamed El Bachiri     |

## Progetto
Durante la cerimonia di premiazione, al vincitore del premio viene consegnata una fascia tessuta con cinque nastri colorati. Per ogni premio vengono ricamati i nomi del sponsor e del vincitore del premio, in modo che la fascia diventi una testimonianza dell'impegno europeo e della storia del Premio del Concilio di Costanza nel tempo. La fusciacca è unica e rimarrà a Konstanz. È stato progettato da Michael Huynh durante una competizione.